# Симон Столенхаг
Саймън Сталенхаг (роден на 20 януари 1984 г.) е шведски художник, музикант и дизайнер, специализиран в ретро-футуристичното дигитално изкуство. Неговата работа се фокусира предимно върху носталгична шведска и американска провинциална среда, с ретро елементи на научна фантастика. 
Атмосферата на неговите произведения на изкуството формира основата на телевизионния драматичен сериал на Amazon за 2020 г. Tales from the Loop, както и на предстоящия филм The Electric State .

## Артистична работа
Сталенхаг израства в Mälaröarna, селски град близо до Стокхолм и започва да илюстрира местни пейзажи в ранна възраст. Той е вдъхновен от различни художници, включително Ларс Йонсон . Експериментира с произведения на научната фантастика, след като открива концептуални артисти като Ралф Маккуори и Сид Мийд . Първоначално прави всико като страничен проект, без никакво планиране. Тематично работата му често съчетава самото му детство с теми от научнофантастични филми, което се превръща в типичен шведски пейзаж с ретрофутуристичени детайли. Според Сталенхаг този фокус произлиза от преживяната от него липса на връзка с възрастните и зрелостта, като елементите на научната фантастика са добавени отчасти, за да привлекат вниманието на публиката и отчасти да повлияят на настроението на творбата. Тези идеи водят до набор от произведения, които могат да включват гигантски роботи и мегаструктури заедно с обикновени шведски артикули като автомобили Волво и Сааб . 
Докато работата му се развива, Столенхаг създава предистория за нея, фокусирана около правителствено подземно съоръжение. Успоредно с реалния упадък на шведската социална държава, големите машини бавно се провалят и крайният резултат от това остава загадка. В интервю за The Verge от 2013 г. Столенхаг каза: „Единствената разлика от света на моето изкуство и нашия свят е, че... още от началото на 20-ти век нагласите и бюджетите бяха много повече в полза на науката и технологиите.“ 
Извън рутината, Сталенхаг прави и 28 рисунки на динозаври за праисторическите експонати на Шведския природонаучен музей, след като преоткрива детския си интерес към съществата и се свърза с музея, за да види дали може да направи нещо полезно. През 2016 г. продължава тази линия със снимки на хипотетични резултати от повишаващото се ниво на океана, вследствие на изменението на климата за Центъра за устойчивост на Стокхолмския университет . Също така прави и няколко промоционални изображения за научнофантастичната видео игра No Man's Sky .
Сталенхаг използва таблет и компютър Wacom за работата си, която е проектирана да наподобява маслена картина . Първоначално той се опитва да използва различни физически средства, за да имитира по-традиционен стил, включително гваш . Дори след като премина към дигиталните методи, той заявява, че полага „много усилия, за да накара дигиталните четки да се държат естествено и да запазят известно количество „почерк“ в движенията си“. По-голямата част от работата му се основава на вече съществуващи снимки, които прави; след това те се използват като отправна точка за редица груби скици преди финалната работа. 

## Книги
Повечето от произведенията на Сталенхаг първоначално са били достъпни онлайн, преди по-късно да бъдат пуснати за продажба като принтове. Тогава те са били и превърнати в две художествени книги с разкази: „Приказки от Цикъла“ (Tales from the Loop, Ur Varselklotet на шведски) през 2014 г. и „Неща от потопа“ (Things from the Flood, Flodskörden на шведски) през 2016 г. И двете се фокусират върху изграждането на свръхмасивен ускорител на частици, наречен Цикълът.
Сталенхаг описва западните Съединени щати в третата от книгите, The Electric State, която е свободно финансирана чрез Kickstarter. Съсредоточава се около тийнейджърка и нейния робот спътник, прекосяваща измисления щат Пасифика, в опит да намери отдавна изгубения си по-малък брат. "Саймън и Шустър" публикуваха изданието за Обединеното кралство през септември 2018 г., а "Скайбоунд Боокс" направиха същото в Северна Америка през следващия месец. The Electric State (изданието на Simon & Schuster) беше един от шестимата финалисти за наградата "Артър Кларк" през 2019 г. Също през 2019 г. американското издание беше избрано в категорията "Art Book" за наградата "Локус".
Четвъртата художествена книга на Сталенхаг: „Лабиринтът“, беше обявена в края на 2020 г. Както и при предишните му книги, беше проведена кампания за доброволно, свободно финансиране в Kickstarter за нейното отпечатване и разпространение.
През август 2024 г. Free League Publishing стартира страница в Kickstarter за петата книга на Сталенхаг. Описвана като „най-личната му творба досега“, Swedish Machines изследва мъжествеността, сексуалността и времето в алтернативна версия на родния град на Сталенхаг.

## Адаптации
През 2016 г. беше стартирана кампания на Kickstarter за финансиране на настолна ролева игра, наречена Tales from the Loop, базирана на книгата със същото име. Действието се развива през 80-те години на миналия век, или в Съединените щати, или в Швеция, играчите играят роли като група тийнейджъри, които се справят с въздействието на Цикъла; този фокус върху носталгията и младите герои предопределя, че множество медии го сравняват с телевизионния сериал Stranger Things. Различните класове герои са еквивалентни на стереотипни детски персонажи, например „Спортен тип“, „Книжен плъх“ или „Компютърен гений“.
Англоезичния телевизионен сериал, Tales from the Loop, продуциран от Amazon Studios беше пуснат на 3 април 2020 г. и адаптира елементи от книгите на Сталенхаг] Първият сезон се състои от осем епизода от по 50–57 минути всеки. Всички сценарии са написани от Натаниел Халпърн, докато всеки епизод има уникален режисьор от разнообразна група, включително Марк Романек, Андрю Стантън и Джоди Фостър.
Филмовите права за The Electric State бяха продадени на братята Русо през 2017 г., а плановете за адаптация бяха последно потвърдени през 2019 г. 

## Допълнителна работа
Като част от кампанията за групово финансиране на The Electric State, Сталенхаг продуцира и издаде албум с електронна музика със същото заглавие като подкрепяща дейност.  През 2018 г. той издаде втория си албум, Music for DOS, съдържащ ембиънт музика, създадена с помощта на стари клавиатури и софтуерния пакет Impulse Tracker.
Освен това, Сталенхаг е участвал в различни реклами, филми и видео игри. Това включва работата му върху платформената игра Ripple Dot Zero, в сътрудничество с Томи Саломонсон.